# Нажмудинов, Эльдар Залбегович
Эльдар Залбегович Нажмудинов (29 июля 1982, с. Местерух, Ахвахский район, Дагестанская АССР, РСФСР, СССР) — российский борец и тренер, заслуженный тренер России.

## Спортивная карьера
Окончил Институт Дружбы Народов Кавказа в Ставрополе, после чего стал работать тренером по вольной борьбе в местном УОР. 17 мая 2014 года в Хасавюрте на чемпионате СКФО, вышел в финал на Магомедрасула Газимагомедова, однако не вышел на решающую встречу, и победу присудили Газимагомедову. В начале апреля 2015 года принимал участие на чемпионате СКФО в Хасавюрте. 11 марта 2021 года ему было присвоено звание заслуженный тренер России. Работает тренером в махачкалинской СШОР имени Абдулрашида Садулаева.

## Известные воспитанники
- Газимагомедов, Магомедрасул Мухтарович — двукратный чемпион мира;
- Шадоян, Карина Валашалини — призёр чемпионата Европы;